# Alexandre Trauner
Alexandre Trauner (Budapeste, 3 de agosto de 1906 — Omonville-la-Petite, 5 de dezembro de 1993) é um diretor de arte húngaro. Venceu o Oscar de melhor direção de arte na edição de 1961 por The Apartment, ao lado de Edward G. Boyle.